# Église Saint-Sylvestre de l'Aquila
L'église Saint-Sylvestre de l'Aquila (italien : Chiesa di San Silvestro di L'Aquila) est une église catholique romaine de style gothique construite entre les XIIIe et XIVe siècles, située à L'Aquila, dans la région des Abruzzes, en Italie. L'église est en cours de restauration après le tremblement de terre de 2009.

## Histoire
L'église a été construite entre les XIIIe et XIVe siècles par les habitants de Castello di Collebrincioni. Des documents attestent de son existence dès 1350. 
L'édifice a subi des dommages et a dû être reconstruit après le tremblement de terre de 1461. La rénovation de 1967 à 1969 a redonné à l'église son aspect médiéval.
La façade en marbre blanc et le presbytère datent de 1350 soit après le tremblement de terre de 1349. D'autres éléments de la structure comme le portail principal semble remonter à une époque antérieure. Une grande partie de la décoration et des chapelles ont été réalisées après le tremblement de terre de 1461. 
Le plan est celui d'une basilique romane à trois nefs terminées par des arcs polygonaux. Les arcades de la nef sont ogivales et sa toiture est en bois. La façade est ornée d'une grande rosace gothique. Le clocher a été ajouté au XIXe siècle.
La chapelle Branconio abritait autrefois un retable représentant la Visitation (1520) de Raphaël. L'œuvre volée en 1655 se trouve désormais au Musée du Prado de Madrid, une copie anonyme la remplace.
Près de l'entrée se trouve une fresque du début du XVIe siècle de Francesco da Montereale, représentant la Vierge à l'Enfant trônant. L'église possède d'autres fresques des XIVe et XVe siècles.

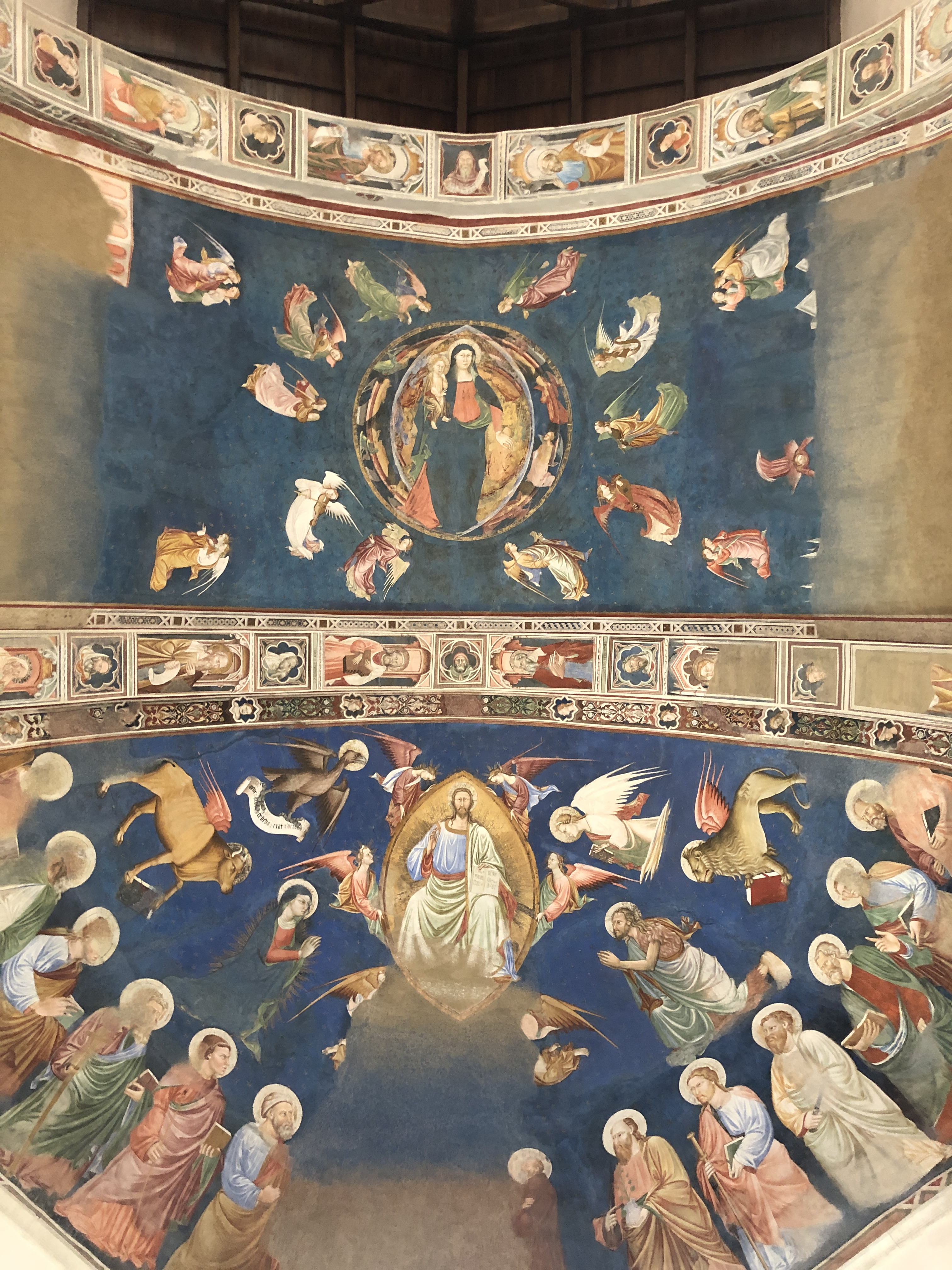
Fresques du Maître de Beffi?